# Listă de scriitori afgani
Aceasta este o listă de scriitori afgani.

## A
- Khatir Afridi (1929–1961)
- Dschamal ad-Din al-Afghani (1838–1897)
- Sediq Afghan (* 1958)
- Hyder Akbar (* 1984)
- Assem Akram (* 1965)
- Ikbal Ali Shah (1894–1969)
- Tamim Ansary (* 1948)
- Nadia Anjuman (1980–2005)
- Mohammad Yousuf Azraq (en) (1937–1992)
- Abdul Ahad Ariz (* 1917)
- Ahmadullah Rahmani (* 1947)

## B
- Wasef Bakhtari (* 1942)
- Abdul Ghafur Breshna (1907–1974)
- Mohammad Hanif Baktash, Ph.D. (* 1961)

## E
- Hashmat Ehsanmand (* 1978)

## F
- Razeq Fani (1943–2007)

## G
- Ghulam Muhammad Ghubar (1897–1978)

## H
- Assadullah Habib (* 1941)
- Faiz Mohammad Katib Hazara (1881–1929)
- Khaled Hosseini (* 1965)

## J
- Abdul Bari Jahani,
- Jalaluddin Jalal (1923–1977)
- Malang Jan
- Ahmad Jawed (1926–2002)

## K
- Khalilullah Khalili (1908–1987)
- Afzal Khan Khattak
- Khushal Khan Khattak (1613–1689)
- Mohammad Ibraheem Khwakhuzhi
- Youssof Kohzad (* 1935)

## L
- Suleiman Laeq (* 1930)

## M
- Nemat Mokhtarzada

## N
- Fariba Nawa (* 1973)
- Latif Nazemi (* 1947)

## P
- Abdul Qudus Parhez (1915–1999)
- Parwin Pazwak (* 1967)

## Q
- Zia Qarizada (1902–2008)

## R
- Atiq Rahimi (* 1962)

## S
- Kabir Stori (1942–2006)

## T
- Sherzaman Taizi (* 1931)
- Ghulam Muhammad Tarzi (1830–1900)
- Mahmud Tarzi (1865–1933)

## Z
- Aziz Zhowandai
- Gul Mohammed Zhowandai (1905–1988)